# Hecamede maculipleuris
Hecamede maculipleuris är en tvåvingeart som först beskrevs av de Meijere 1914.  Hecamede maculipleuris ingår i släktet Hecamede och familjen vattenflugor. Inga underarter finns listade i Catalogue of Life.